# Kapellebrug (Meetkerke)

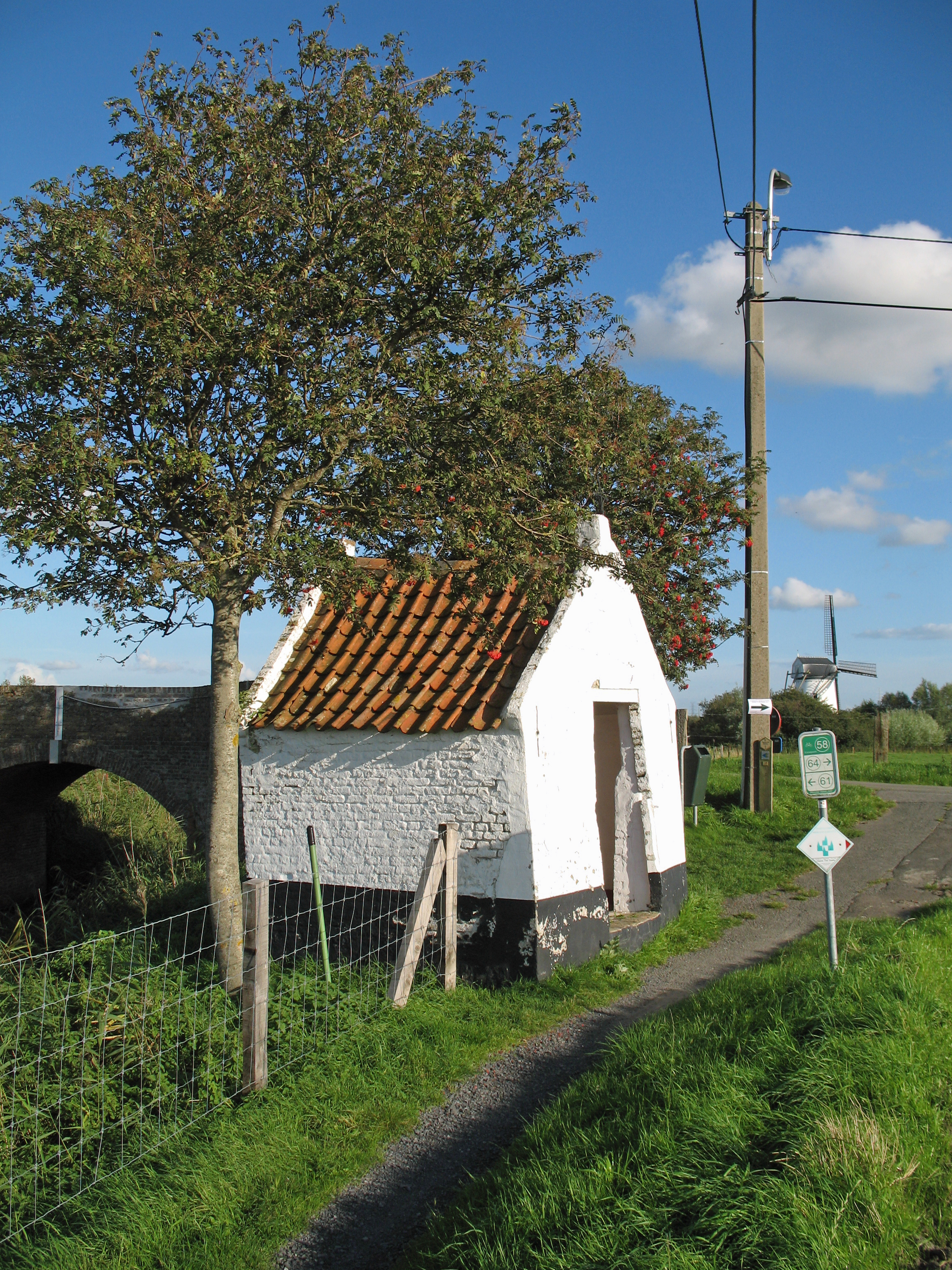
Vaartwegelkapel voor de brug

De Kapellebrug is een bakstenen boogbrug over de Blankenbergse Vaart, in de tot de West-Vlaamse gemeente Zuienkerke behorende deelgemeente Meetkerke.
De Kapellebrug werd voor het eerst vermeld in 1846 en voert de Molenweg over de vaart. Ze is vernoemd naar de direct ernaast gelegen Vaartwegelkapel, die eind 18e eeuw werd opgericht.
In de nabijheid bevindt zich de Poldermolen.